# Präludium und Fuge fis-Moll BWV 859 (Das Wohltemperierte Klavier, I. Teil)
Präludium und Fuge fis-Moll, BWV 859, bilden ein Werkpaar im 1. Teil des Wohltemperierten Klaviers, einer Sammlung von Präludien und Fugen für Tasteninstrumente von Johann Sebastian Bach.

## Präludium
Während das Präludium von Peter Benary als „relativ schwach“ und von Hermann Keller als „kühl, ja sachlich“ bezeichnet wird, spricht Cecil Gray von einem „poetischen kleinen Stück“ mit einer „betont herbstlichen Stimmung“; er vergleicht die Sechzehntelbewegung im ersten Takt mit fallenden Blättern und die gleichzeitig in der linken Hand erklingenden abgesetzten Achtelnoten mit zaghaft fallenden Regentropfen. Das Stück ist auf weite Strecken hin, doch nicht vollständig, als zweistimmige Invention angelegt, der zweite Teil enthält in mehreren Takten kurze, jedoch vollgriffige Akkorde. Eine klare Gliederung ergibt sich durch die Kadenz nach cis-Moll in Takt 12, der Mitte des Stücks.

## Fuge
Die Kraft dieses Werks liegt hauptsächlich im Thema selbst, das melodische, expressive Schönheit mit kontrapunktischer Tauglichkeit verbindet. Die Melodie erreicht in drei Anläufen vom Grundton fis aus über a und h den Quintton cis, wobei die steigende Spannung durch eine Verkürzung der rhythmischen Werte erreicht wird. Der vorgeschriebene 6/4-Takt wird erst beim Höhepunkt der Themenlinie am Beginn von Takt 3 deutlich, der vorherige Teil könnte auch als 3/2-Takt aufgefasst werden. Der vierte Themeneinsatz der vierstimmigen Fuge tritt nicht nur ungewöhnlich spät ein, sondern entgegen der Schulregel auch auf dem Grundton statt auf der Quinte, so dass die erste Durchführung bis Takt 18 (von insgesamt 40) reicht. Auch hier ist die Mitte des Stücks musikalisch gekennzeichnet, und zwar durch die erste Umkehrung des Themas in der Altstimme in Takt 20. Eine zweite und letzte Umkehrung erfolgt im Bass in Takt 32. Infolge der Chromatik des Themas und der zahlreichen Vorhalte des obligaten Kontrapunkts wird der Modulationsrahmen sehr eng gehalten, er beschränkt sich – wie im Präludium – auf fis-Moll und cis-Moll.